# Karijärvi, Lappland
Karijärvi är en sjö i Gällivare kommun i Lappland och ingår i Råneälvens huvudavrinningsområde.